# 老虎出更
《老虎出更》（英語：Tiger on the Beat）是1988年上映的一部香港動作喜劇電影，由劉家良執導，周潤發、李元霸及利智主演。

## 劇情
風流成性的老差骨Francis（周潤發 飾）與滿腔熱誠的新紮師兄曹米高（李元霸 飾），被指派搭擋一同調查大毒枭羅茂森（徐少強 飾）的案件。兩人盤問羅的手下毒蛇炳（高飛 飾）的表妹Donna（利智 飾），Donna在壓力下供出了线索。儘管案件很快就被偵破，Francis也得到了他遲來的晉昇機會，但羅茂森一心要報仇雪恨......

## 角色
| 演員   | 角色       | 備註                                                         |
| 周潤發 | Francis Li | 老差骨、咪咪之兄                                             |
| 李元霸 | 曹米高     | 新紮師兄（粵語配音：朱子聰）                                 |
| 利智   | Donna      | 毒蛇炳之妹，後為Francis Li與曹米高之線人（粵語配音：盧素娟） |
| 徐少強 | 羅茂森     | 大毒販（粵語配音：盧雄）                                     |
| 劉家輝 | 阿輝       | 殺手（粵語配音：陳永信）                                     |
| 吳寧   | 咪咪       | Francis Li之妹                                               |
| 黃霑   | 畢文占     | Francis Li與曹米高之上司（粵語配音：金貴）                   |
| 狄龍   | 龍哥       | （粵語配音：張炳強）                                         |
| 高飛   | 毒蛇炳     | 羅茂森手下、Donna之兄（粵語配音：賈鳳悟）                    |
| 成奎安 | 大傻       | （粵語配音：陳永信）                                         |
| 姜大衛 | 處長       | 畢文占之上司（粵語配音：張炳強）                             |
| 沈殿霞 |            | 百貨公司內衣部店員                                           |
| 林輝煌 | 飛皇       |                                                              |

## 製作花絮
- 《老虎出更》中，飾演警探的周潤發在茶餐廳一口氣喝下12顆雞蛋成為了電影經典一幕。多年後，周潤發在採訪中表示，為了觀眾能夠喜歡，當時導演一說開始，他便把自己是周潤發忘掉，也不管會否不適，就將雞蛋吞下去完成拍攝。[5]
- 電影中Donna這個角色，片方原本屬意由林青霞出演，但新藝城東主麥嘉和石天認為林開出的60萬港幣片酬太貴，最終拿出二分之一的價格，亦即30萬起用利智出演該角色[6]。

## 獎項
| 年份 | 頒獎典禮            | 獎項         | 名字   | 結果 |
| ---- | ------------------- | ------------ | ------ | ---- |
| 1989 | 第8屆香港電影金像獎 | 最佳武術指導 | 劉家班 | 提名 |

## 外部連結
- 香港影庫上《老虎出更》的資料（繁體中文）
- 開眼電影網上《老虎出差》的資料（繁體中文）
- 时光网上《老虎出更》的資料（简体中文）
- 豆瓣电影上《老虎出更》的資料 （简体中文）
- AllMovie上《老虎出更》的资料（英文）
- 互联网电影数据库（IMDb）上《老虎出更》的资料（英文）
- 爛番茄上《老虎出更》的資料（英文）